# Crocus hartmannianus
Crocus hartmannianus là một loài thực vật có hoa trong họ Diên vĩ. Loài này được Holmboe miêu tả khoa học đầu tiên năm 1914.